# José García Fajardo
José García Fajardo es el personaje principal de la cuarta serie de los Episodios nacionales de Benito Pérez Galdós. A lo largo de los episodios en los que sirve de narrador aparece nombrado como Pepe o Pepín Fajardo, marqués consorte de Emparán y de Beramendi (y que algunos estudios asocian al tipo del marqués de Bradomín creado posteriormente por Ramón María del Valle-Inclán para sus Sonatas).
Galdós dibuja a Fajardo como señorito provinciano de la Alta Alcarria, de talante moderado, familia y amigos ricos. Un enamorado que sucesivamente lo será de Antoñita “la Cordonera” (la amante «plebeya», según Jaqueline Cobo), Lucila Ansúrez “la Celtíbera”, o la aristócrata María Ignacia. Narrador contemplativo, ingenuo muchas veces, Fajardo es «un hombre lúcido, pero incapaz de actuar frente al entramado social».
Como Fajardo o como Beramendi, el personaje relata en primera persona, y a veces en forma de diario el entramado histórico novelado en Las tormentas del 48, Narváez, La revolución de julio, O'Donnell, Prim y La de los tristes destinos.
Definitivamente, Galdós prescinde del personaje heroico en la cuarta serie de sus Episodios, usando sin embargo como interlocutor a tipo que el escritor ya ha diseccionado con su agudeza y con esta reflexión: «El hombre que no lucha por un ideal, el hombre a quien le dan todo hecho en la flor de los años, y que se encuentra en plena posesión de los goces materiales sin haberlos conquistado por sí es hombre perdido, es hombre muerto, inútil para todo fin grande».